# 2021년 청소년 아시안 게임
2021년 청소년 아시안 게임은 원래 중화인민공화국 산터우에서 열릴 예정이었던 제3회 청소년 아시안 게임이다.
아시아 올림픽 평의회(OCA)는 2019년 3월 3일에 태국 방콕에서 열린 제38차 OCA 총회에서 중국 산터우를 2021년 청소년 아시안 게임 개최 도시로 선정했다. 2021년 아시안 게임은 원래 2021년 11월 20일부터 11월 28일에 열릴 예정이었다. 그러나 아시아 올림픽 평의회와 중국 올림픽 위원회는 2021년 9월 8일에 코로나19 범유행의 여파로 인하여 2022년 12월 20일부터 12월 28일까지로 연기한다고 결정했으나 대회 명칭은 그대로 "2021년 청소년 아시안 게임"을 사용한다고 밝혔다. 하지만 아시아 올림픽 평의회(OCA)는 2022년 5월 6일에 코로나19 범유행의 여파를 고려하여 해당 대회를 취소한다고 결정했다.

## 같이 보기
- 2010년 아시안 게임
- 2022년 아시안 게임